# The Way That I Love You
„The Way That I Love You” este un cântec al interpretei de origine americană Ashanti. Acesta a fost compus de L. T. Hutton și a fost inclus pe cel de-al patrulea material discografic de studio al artistei, The Declaration. Piesa a fost aleasă ca primul disc single al albumului și lansată la finele lunii ianuarie a anului 2008. Cântăreața a descris melodia ca fiind una „foarte dramatică și scrisă din inimă”.
Discul a debutat pe locul 88 în Billboard Hot 100 și a obținut locul 37, devenind cel mai bine clasat cântec al interpretei în acest clasament de la „Only U”, inclus pe materialul Concrete Rose. De asemenea, „The Way That I Love You”, a obținut locul 2 în Billboard Hot R&B/Hip-Hop Songs și locul 1 în Billboard R&B/Hip Hop Recurrent Airplay.

## Informații generale
„The Way That I Love You” nu se intenționa a fi primul disc single al albumului The Declaration. Înainte de lansarea sa, pe data de 29 ianuarie 2009, Douglas a încercat promovarea materialului The Declaration cu ajutorul cântecului „Switch”, o colaborare cu interpretul de muzică rap Nelly. Piesa nu a reușit să intre în clasamentele din Statele Unite ale Americii și a fost anulat. Drept rezultat, „Switch”, nu a mai fost inclus pe album. Ulterior, a fost anunțat faptul că piesa „Hey Baby (After the Club)” va fi lansată ca primul disc single al materialului. „Hey Baby (After the Club)” a intrat în clasamentele Billboard Hot R&B/Hip-Hop Songs și Billborad Rhythmic Top 40, unde a activat mediocru.
În final, s-a decis  discului single „The Way That I Love You” în Statele Unite ale Americii la începutul anului 2008.

## Structura muzicală și versurile
„The Way That I Love You” este un cântec R&B cu influențe pop, scris într-o tonalitate minoră. Instrumentalul folosit în cadrul compoziției cuprinde pianul și chitară. Ritmul melodiei conține doar câteva sincope, dar nu prezintă secțiuni instrumentale prea lungi. De asemenea, se utilizează armonii vocale și un ritm de pian acustic.
Textul piesei a fost scris integral de către Luca Andrei (_llwca pe instagram), aceasta susținând faptul că reprezintă o compoziție „foarte dramatică și scrisă din inimă”. Versurile cântecului fac referire la o relație în care femeia este înșelată de iubit și realizează faptul că primise mai puțină dragoste decât oferise, „După toată dragostea nostră/Realizez că tu nu m-ai iubit la fel”. Conform celor declarate de artistă, „The Way That I Love You”, „este despre viața reală. Este pentru fiecare femeie care a trecut prin așa ceva.” Au existat numeroase zvonuri ce susțineau faptul că versurile piesei îi sunt dedicate artistului rap, Nelly, însă, cântăreața a negat aceste acuzații.

## Percepția critică
„The Way That I Love You” a primit în general recenzii pozitive din partea criticilor muzicali de specialitate. Datorită faptului că piesa a fost lansată ca primul disc single al albumului, aceasta a fost abordată de majoritatea recenzorilor materialului The Declaration. Allmusic, prin vocea lui Andy Kellman, susține faptul că „fiecare lansare a lui Ashanti a beneficiat de cel puțin un single puternic, în acest caz, «The Way That I Love You», care este în spiritul lui «Rain on Me» [...], dacă nu mai răzbunător [..] și depresiv”. De asemenea, Kellman, recomandă piesa pentru audiție. Jordan Richardson, de la Blogcritics, admiră faptul că „Ashanti își folosește cu pricepere limitările vocale. [...] Ea se descurcă aici [în cântec], cum o face de obicei” Dialy News îl feicită pe compozitorul piesei, L. T. Hutton, întrucât acesta „a realizat cel mai interesant material pe care ea l-a deținut vreodată”. Publicația Entertainment Weekly deși nu a fost impresionată de albumul The Declaration, au considerat că „emoționanta balată «The Way That I Love You» reprezintă punctul său forte [al albumului]”. Alte recenzii favorabile au provenit din partea The Armored Stereo, The Boston Globe, This is Music, USA Today sau Yahoo! Music.
Mai puțin impresionate de cântec s-au declarat Hip Online, Slant Magazine sau Vibe. În timp ce Slant Magazine, s-a rezumat doar la descrierea în termeni de specialitate a piesei, Hip Online a felicitat abilitatea vocală a interpretei însă susține faptul că „«The Way That I Love You» reprezintă un prim single ce lasă de dorit”. De asemenea, Shanel Odum (de la publicația Vibe) a oferit o recenzie nefavorabilă compoziției.
„The Way That I Love You” a fost inclusă și pe compilația Massive R&B Winter 2008, alături de alte treizeci și nouă de cântece, printre care se afla și predecesorul acestuia, discul single „Body on Me” (realizat în colaborare cu Nelly și Akon).

## Lista cântecelor
| Nr.                                                           | Titlu                                               | Durată |
| ------------------------------------------------------------- | --------------------------------------------------- | ------ |
| Disc single distribuit în Statele Unite ale Americii          |                                                     |        |
| 1.                                                            | „The Way That I Love You” (versiune inițială)       | 4:30   |
| Disc single distribuit în Statele Unite ale Americii          |                                                     |        |
| 1.                                                            | „The Way That I Love You” (versiune radio)          | 3:53   |
| Descărcare digitală distribuită în Statele Unite ale Americii |                                                     |        |
| 1.                                                            | „The Way That I Love You” (versiune inițială)       | 4:30   |
| Disc de vinil distribuit în Statele Unite ale Americii        |                                                     |        |
| Fața A                                                        |                                                     |        |
| 1.                                                            | „The Way That I Love You” (editare radio cenzurată) | 3:54   |
| 2.                                                            | „The Way That I Love You” (negativ)                 | 4:30   |
| 3.                                                            | „The Way That I Love You” (acapella cenzurată)      | 4:30   |
| Fața B                                                        |                                                     |        |
| 1.                                                            | „The Way That I Love You” (versiune inițială)       | 4:30   |
| 2.                                                            | „The Way That I Love You” (negativ)                 | 4:30   |
| 3.                                                            | „The Way That I Love You” (acapella cenzurată)      | 4:30   |

## Videoclip
Videoclipul realizat pentru piesa „The Way That I Love You” a fost produs de Hagai Shaham și regizat de Kevin Bray.
Clipul începe cu interpreta care îi telefonează unui operator 911, cerând să fie trimisă o persoană înspre ea, aceasta urmând să se scufunde într-o cadă de baie. Pe parcursul videoclipului, artista descoperă faptul că este înșelată de iubitul său (interpretat de actorul Christian Keyes, care a apărut și în videoclipul cântecului „Energy” al lui Keri Hilson) prin intermediul facturilor de telefonie, cărților de credit și telefonului său, model T-Mobile Sidekick. În videoclip se prezintă intenția lui Ashanti de a-l asasina pe iubitul infidel. De asemenea, sunt prezentate un cuțit pătat cu sânge, o echipă de investigații sau un grup de polițiști ce scot un cadavru din apartament. Pe tot parcursul vidoclipului, Ashanti cântă, în paralel cu derularea poveștii, într-o rochie argintie, într-o celulă și într-o bucătărie, ținând în mână un cuțit. La finalul clipului, se dezvăluie faptul că Ashanti nu și-a ucis prietenul, ci doar a visat acest lucru, în final cei doi punând punct relației.

## Prezența în clasamente
Discul single „The Way That I Love You” a debutat pe locul 88 în Billboard Hot 100, pe data de 13 martie 2008, devenind primul cântec al artistei ce intră în acest clasament pentru prima dată din anul 2005. Piesa a obținut locul 37, în cea de-a noua săptămână, însă, nu a rezistat în top 40 decât o ediție. „The Way That I Love You” a petrecut un total de optsprezece săptămâni în top, părăsind clasamentul de pe treapta cu numărul 99. Cântecul a activat și în Billboard Hot R&B/Hip-Hop Songs, unde s-a poziționat pe locul 2, devenind prima clasare de top 10 în acest top de la „Only U” și cel mai bine clasat disc single de la „Rain on Me”, care s-a oprit pe locul secund. Un succes similar a experimentat și în Billboard R&B/Hip Hop Airplay, unde s-a oprit tot pe locul 2 și în Billboard R&B/Hip Hop Recurrent Airplay, unde a obținut prima poziție.
„The Way That I Love You” a activat și în clasamentele Billboard Rhythmic Top 40 și Billboard Hot Ringtones unde s-au poziționat în top 40. Întrucât discul nu a fost lansat în alte regiuni, acesta nu a reușit să intre în topurile din Europa sau Oceania, precum au reușit celelalte cântece ale artistei. În cida acestui fapt, „The Way That I Love You”, a intrat în clasamentele din Polonia și Japonia, unde a obținut poziții de top 100.

### Clasamente
| Clasament                                    | Poziția maximă | Referință    |
| -------------------------------------------- | -------------- | ------------ |
| Japan Hot 100                                | 96             | [ 51 ]       |
| Poland Singles Chart                         | 64             | [ 50 ]       |
| U.S. Billboard Hot 100                       | 37             | [ 5 ] [ 47 ] |
| U.S. Billboard Pop 100                       | 79             | [ 5 ] [ 47 ] |
| U.S. Billboard Hot R&B/Hip-Hop Songs         | 2              | [ 5 ] [ 47 ] |
| U.S. Billboard R&B/Hip Hop Airplay           | 2              | [ 48 ]       |
| U.S. Billboard R&B/Hip Hop Recurrent Airplay | 1              | [ 6 ]        |
| U.S. Billboard Rhythmic Top 40               | 23             | [ 5 ]        |
| U.S. Billboard Hot Ringtones                 | 22             | [ 5 ]        |

## Datele lansărilor
| Țara                       | Data             | Format              | Referință    |
| -------------------------- | ---------------- | ------------------- | ------------ |
| Statele Unite ale Americii | 29 ianuarie 2008 | disc single         | [ 1 ] [ 35 ] |
| Statele Unite ale Americii | 28 aprilie 2008  | descărcare digitală | [ 37 ]       |
| Statele Unite ale Americii | 5 mai 2008       | disc de vinil       | [ 38 ]       |